# Ford Consul Classic
Ford Consul Classic – samochód osobowy klasy średniej produkowany przez brytyjski oddział koncernu Ford Motor Company (Ford of Britain) w latach 1961–1963.

## Historia i opis modelu

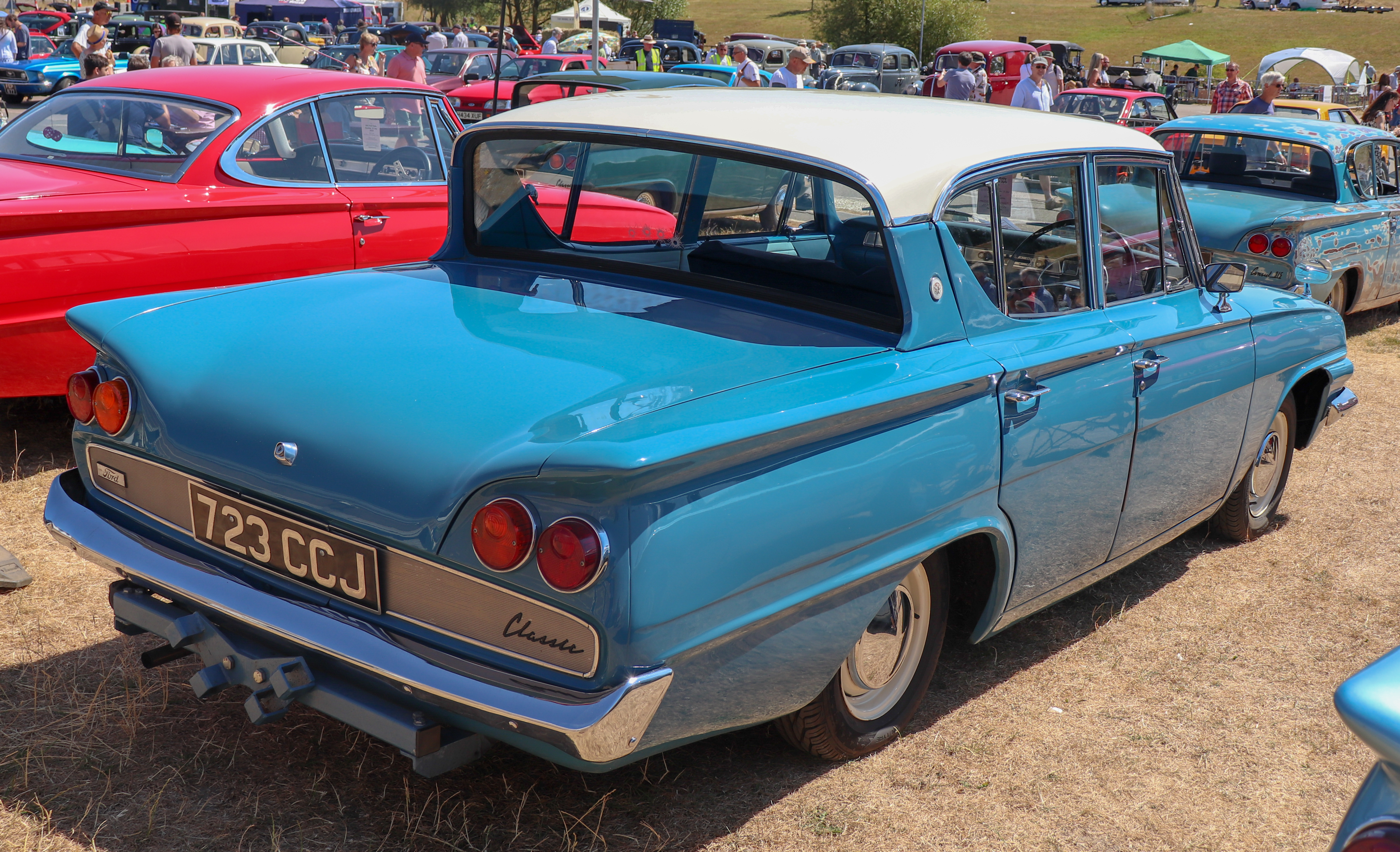
Ford Consul Classic - tył

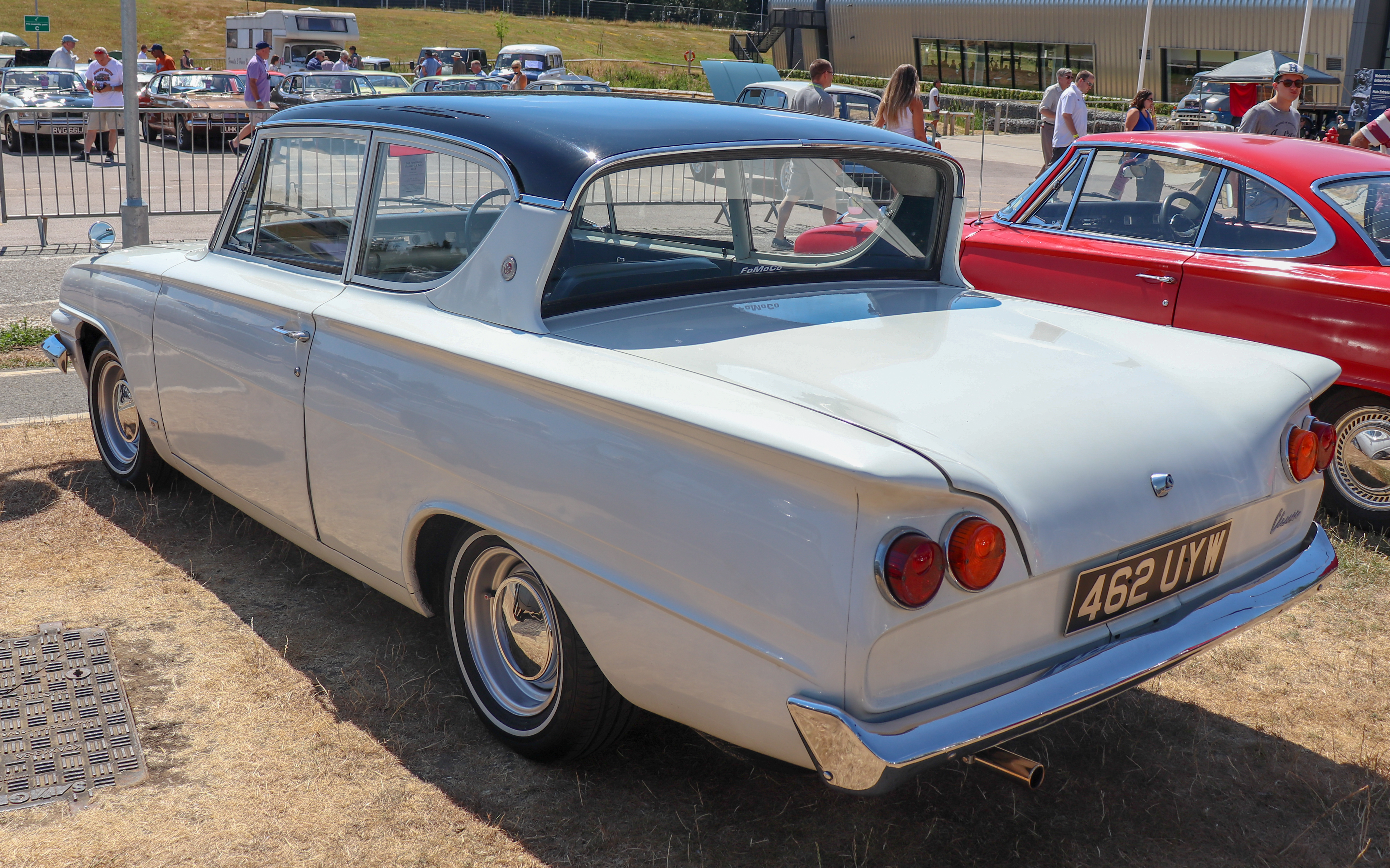
Ford Consul Classic Coupe

W maju 1961 roku brytyjski oddział Forda przedstawił nowy model klasy średniej pozycjonowany powyżej mniejszej linii modelowej Consul. Samochód utrzymano w znacznie bardziej awangardowej stylistyce, która charakteryzowała się podwójnymi reflektorami i lampami, wyraźnymi przetłoczeniami na panelach bocznych i ściętym dachem pochylonym pod kątem ostrym. 
Ford Consul Classic był produkowany równolegle z mniejszym modelem Consul w ofercie przez rok, po czym razem z opartym na jego bazie sportowym modelem Capri stał się jedynym modelem z Consul w nazwie w ówczesnej, europejskiej ofercie Forda.

### Wersje wyposażeniowe
- Standard
- De Luxe

### Silnik
- L4 1.3l Straight-4
- L4 1.5l Straight-4